# Скрипка Віктор Михайлович
Віктор Михайлович Скрипка (5 серпня 1938 — 21 грудня 2015) — радянський футболіст, який грав на позиції нападника. Відомий за виступами у складі сімферопольської «Таврії» у класі «Б», у складі якої у більш ніж 130 матчах відзначився більш ніж 40 забитими м'ячами.

## Клубна кар'єра
Віктор Скрипка розпочав займатися футболом у команді «Будівельник» з Генічеська. У 1955 році він грав у складі аматорської команди «Спартак» з Херсона. З 1958 року проходив строкову службу на Чорноморському флоті, під час якої грав у команді майстрів класу «Б» СКЧФ. У першому сезоні виступів Скрипки за севастопольську команду, в якій тоді грали такі відомі футболісти як Віктор Литвинов та Леонід Клюєв, вона виграла зональний турнір класу «Б», щоправда у фіналі не змогла завоювати місце у вищому дивізіоні радянського футболу. У сезоні 1961 року Віктор Скрипка став кращим бомбардиром СКЧФ, відзначившись 15 забитими м'ячами. Після закінчення служби на флоті футболіст отримав запрошення до іншої команди класу «Б» «Авангард» із Сімферополя. У перший сезон виступів він став разом із командою бронзовим призером першості УРСР. Скрипка швидко став одним із основних форвардів команди, а в сезоні 1965 року став кращим бомбардиром сімферопольської команди, перейменованої до того часу в «Таврію», відзначившись 18 забими м'ячами за сезон. Усього за час виступів у сімферопольській команді Віктор Скрипка забив 41 м'яч у 133 матчах чемпіонату країни та 6 м'ячів у 10 матчах Кубка СРСР. Футболіст відзначався не лише майстерністю на полі, а й неабияким почуттям гумору, зокрема на передсезонних зборах команди в Сочі під час зустрічі футболістів низки команд майстрів із футбольними арбітрами всесоюзної категорії він поставив їм кілька гумористичних запитань. на які вони так і не зуміли відповісти. Закінчив виступи на футбольних полях Віктор Скрипка у 1966 році. Помер колишній форвард у 2015 році.